# Perak Stadium
Perak Stadium – stadion piłkarski w mieście Ipoh, w Malezji, w stanie Perak. Swoje mecze rozgrywają na nim drużyny piłkarskie: Perak FA, PKNP, YBU. Stadion może pomieścić 42 500 widzów.